# 30號州際公路
30號州際公路（英語：Interstate 30，簡稱I-30）是美國州際公路系統的一部份。呈東北-西南走向，連接德克薩斯州沃斯堡以西（20號州際公路交匯）與阿肯色州北小岩城（與40號州際公路交匯），在两个终点之间则和35號州際公路、45號州際公路相交，全長590.24公里。除去在达拉斯市区周围的一段外，该公路与67号美国国道平行。

## 里程與所經主要都市
30号州际公路是最短的链接两点的州际公路。该州际公路所链接的都市圈包括达拉斯-沃斯堡都市圈、特克萨卡纳都市圈以及中阿肯色都市圈。

### 德克萨斯段

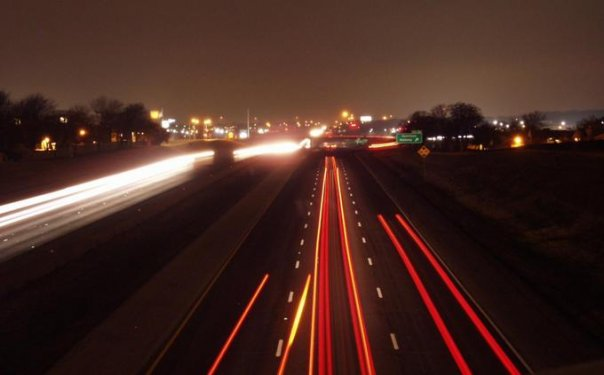
沃斯堡附近的一段30号州际公路，即所谓“汤姆·兰德里高速公路”的一部分

30号州际公路的零公里起点位于其和20号州际公路的交汇点。该交汇点位于得克萨斯州帕克县的阿雷多附近并绕沃斯堡市区朝达拉斯方向一路向东。该公路链接达拉斯和沃斯堡的部分被称作“汤姆·兰德里高速公路”以致敬这位执教美国NFL的达拉斯牛仔队长达28年的教练。值得一提的是该公路会从达拉斯牛仔队位于阿灵顿的旧主场德州体育场南方不远处经过。这一路段在本地也被称为“达拉斯-沃斯堡收费高速公路”，但实际上已多年不收过路费。在穿过阿灵顿后，该公路增宽到16车道。链接阿灵顿和达拉斯这段48km长的公路自2011年起被称为“超级碗高速公路”以纪念在阿灵顿牛仔球场举行的第四十五届超级碗。在穿过达拉斯后该公路在梅斯基特东郊和35号州际公路东段相连。自达拉斯市区到12号环州公路的车道为9车道宽，其中一条为高乘載車道。自罗克沃尔起到穿过萨尔弗斯普林斯后的某点该州际公路和67号美国国道共行。此后，该公路继续向东北穿过格林斯维尔，而在格林斯维尔市区的路段被称为“马丁·路德·金高速公路”。 此后，30号州际公路在距离俄克拉荷马州仅有数英里处转向向东，并穿过州界进入阿肯色州。

### 阿肯色段

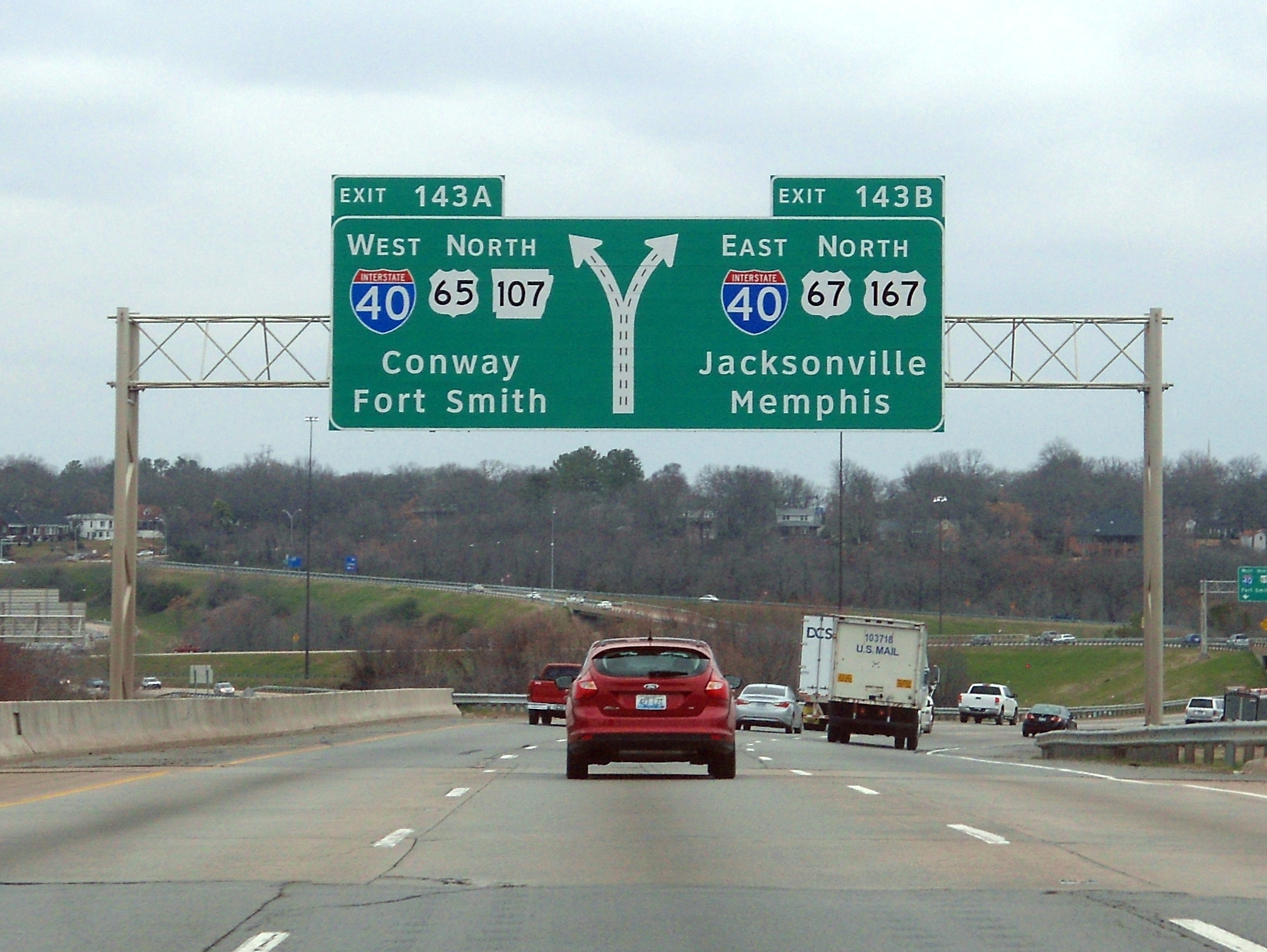
30号州际公路在阿肯色州小石城的终点

30号州际公路自阿肯色州西南的德克萨卡纳进入该州，在此地和49号州际公路交汇后一路向东，穿过美国第42任总统比尔·克林顿诞生地霍普以及一系列其他城镇，包括普莱斯考特、格登、阿卡德尔菲亚和马耳威恩。在马耳威恩，该州际公路和70号美国国道、270号美国国道相连，故而车辆可通往历史名城温泉城或是沃希托国家森林。之后，该公路穿过本顿后进入小石城。该公路从本顿起到与40号州际公路相交的终点均为六车道，每昼夜可通行85000辆机动车。在进入小石城后，430号州际公路和530号州际公路作为连接小石城周边地区的辅路先后在西郊从30号州际公路分离。此后，该公路径直穿过小石城市区，其最后一条辅助线630号州际公路作为小石城市区内一条东西向的道路自30号州际公路分离。在穿过阿肯色河后，该州际公路在小石城北郊到达其终点。

## 道路历史
该道路第一段完工的路段为链接达拉斯和沃斯堡的“达拉斯-沃斯堡收费高速公路”。这条48公里长的高速公路是达拉斯-沃斯堡都市圈的枢纽高速。在1957年建成后的20年间，来往车辆需要支付过路费。这条高速公路开始为双向六车道，但之后有所拓宽。在2001年10月，该高速公路改名为“汤姆·兰德里高速公路”来纪念曾执教橄榄球队达拉斯牛仔队长达28年的功勋教练汤姆·兰德里。
建设该公路的提议最早在1944年就有提案，但由于资金不足长期搁置。1953年，北德克萨斯州收费公路管理局成立并开始为修建该段道路筹集资金。到1955年该组织已筹集了5850万美元的资金，并于不久后动工。1957年8月27日，该段高速公路正式通车，但处于安全考量竣工仪式被推迟到了一周后的9月5日才举行。这段高速公路促进了像是阿灵顿和大草原城这样的沿线城市的经济发展。1977年，该段高速公路所有的建设成本得以收回，因此在1978年的第一周该段高速公路的收费亭被拆除，变为免费高速公路。
在1950年代，67号美国国道已经不足以承载日益增多的交通压力，于是自1961年起政府决定链接部分地方公路。并将67号美国国道提升至州际公路的水平以修建30号州际公路。到1960年代中期，大部分30号州际公路已经竣工，仅剩余新波士顿到芒特普莱森特的一段公路尚未升级到州际公路标准。这段道路一直到1971年才竣工。
30号州际公路原定的终点在梅斯基特和达拉斯之间，即现在和80号美国国道相交处。然而，由于20号州际公路改道沃斯堡城西，原从沃斯堡到达拉斯的高速公路被划归30号州际公路，将终点带到阿雷多附近，即今日终点所在的位置。
30号州际公路曾被提出自小石城终点后继续沿着67号美国国道延伸，但这和密苏里交通运输局延伸57号州际公路的计划相冲突。因此，自2016年4月起原定为30号州际公路延伸的路段将被划为57号州际公路。 此外，亦有将226号阿肯色州州道升级至州际公路标准并作为30号州际公路辅助线的提议。

## 通勤路线
30号州际公路在历史上曾有2条通勤路线，即自主路分离一段距离后重新连回主路的路段。

### 本顿
本顿通勤路线自116号出口分离，在118号出口重新连回30号州际公路。1975年，该路线被撤销。

### 小石城
小石城通勤路线自132号出口分离，在141B出口重新连回30号州际公路，且与70号美国国道并行。2001年，该路线被撤销。

## 里程表
| 所經州份   | 里程數 | 里程數 | 所經主要都市 均為使用在交通標誌上的正式指定定點城市 |
| 所經州份   | 英里   | 公里   | 所經主要都市 均為使用在交通標誌上的正式指定定點城市 |
| ---------- | ------ | ------ | --------------------------------------------------- |
| 德克薩斯州 | 223.74 | 360.07 | 沃斯堡、達拉斯                                      |
| 阿肯色州   | 143.02 | 230.17 | 德克薩肯納、小岩城                                  |
| 全長       | 366.76 | 590.24 |                                                     |